# Quéven
Quéven (bret.: Kewenn) ist eine französische Gemeinde mit 8906 Einwohnern (Stand: 1. Januar 2022) im Département Morbihan in der Region Bretagne. Sie liegt nahe der Atlantikküste im Arrondissement Lorient und im Kanton Ploemeur.
Im Februar 2016 war Quéven eine von 13 Gemeinden, die der Stufe 3 der Charta Ya d’ar brezhoneg zur Förderung der bretonischen Sprache angehörten.

## Bevölkerungsentwicklung
| Jahr                       | 1962 | 1968 | 1975 | 1982 | 1990 | 1999 | 2010 | 2019 |
| Einwohner                  | 2937 | 2954 | 4529 | 6798 | 8400 | 8314 | 8798 | 8770 |
| Quellen: Cassini und INSEE |      |      |      |      |      |      |      |      |

## Sehenswürdigkeiten

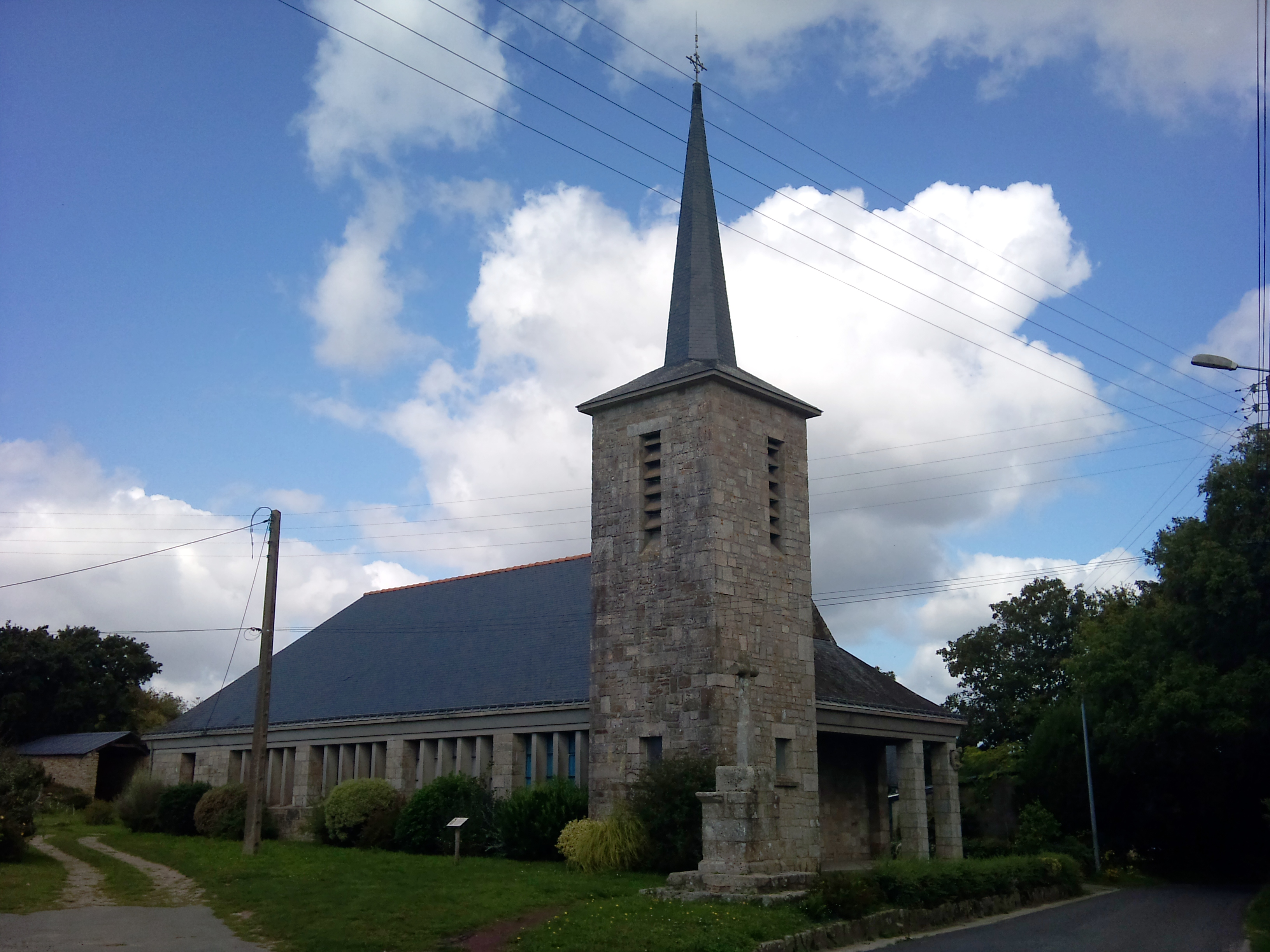
Dreifaltigkeits-Kapelle
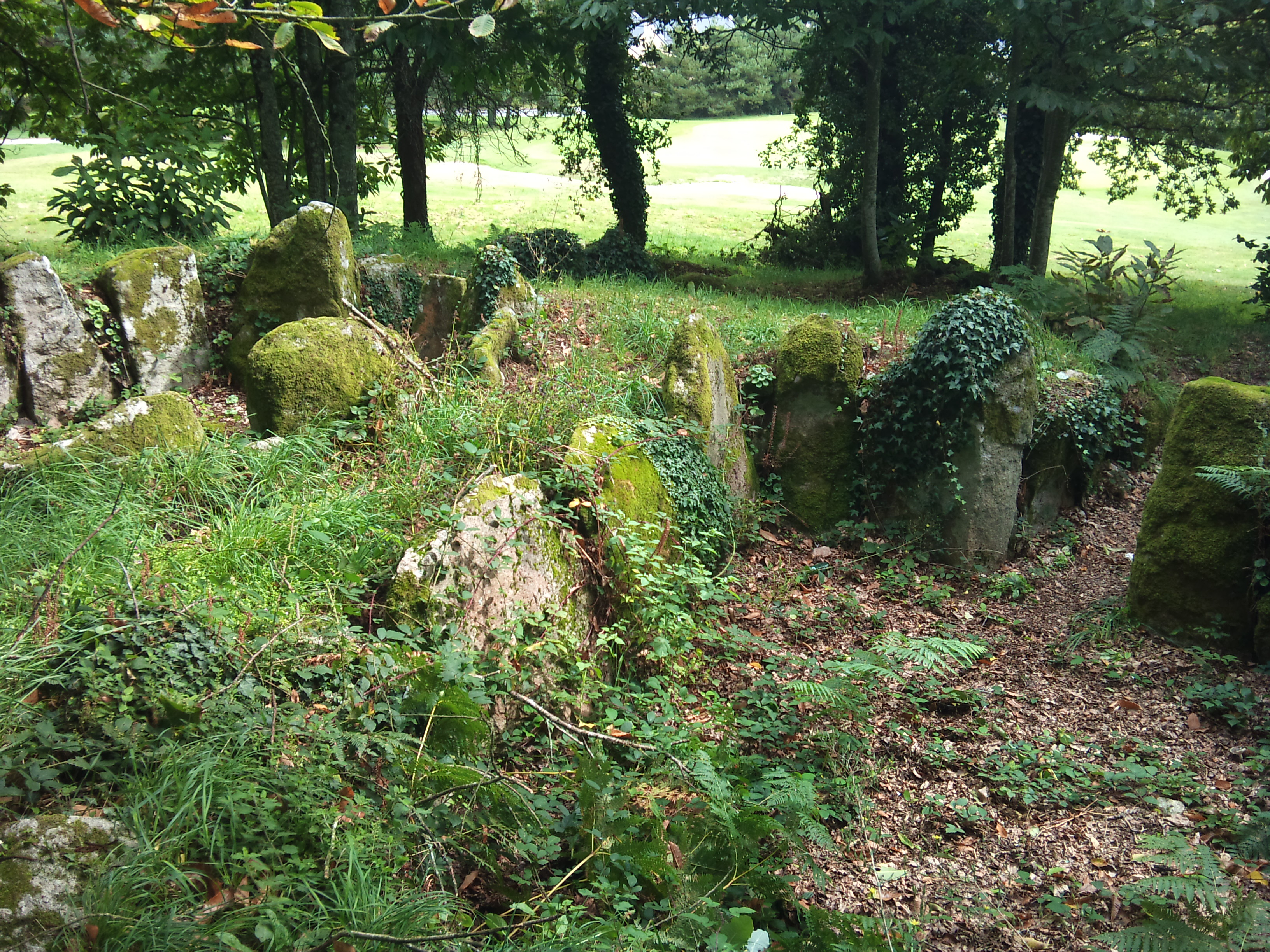

- Dolmen von Kerroc’h

- Dreifaltigkeits-Kapelle

## Städtepartnerschaften
Quéven unterhält Partnerschaften mit folgenden Städten und Gemeinden:
- Dunmanway in Irland
- Koro in Mali
- Altenkunstadt in Deutschland, seit 2006
- Weismain in Deutschland, seit 2006
- Burgkunstadt in Deutschland, seit 2011